# Gabriel Konstantinovič Romanov
Gabriel Konstantinovič Romanov (15. července 1887, palác Pavlovsk – 28. února 1955, Paříž) byl druhý syn ruského velkoknížete Konstantina Konstantinoviče Romanova a jeho manželky Alžběty. Sloužil jako voják v první světové válce a na rozdíl od některých svých sourozenců přežil jak válku, tak nástup bolševiků k moci, po němž musel opustit rodnou zem a odejít do Francie.

## Život

### Mládí a vojenské začátky

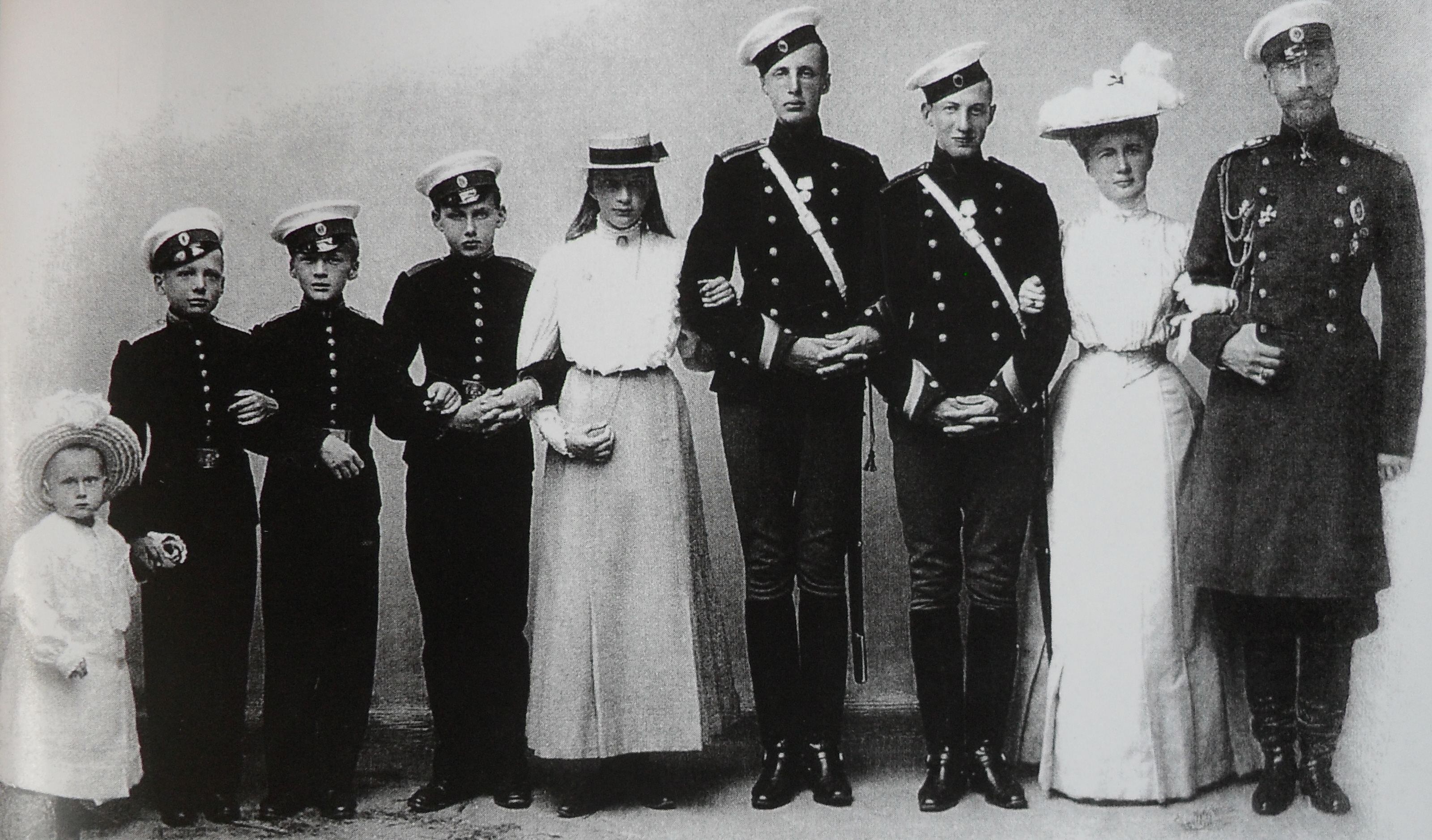
Rodina Konstantina Konstantinoviče, zleva doprava: děti Věra, Jiří, Igor, Oleg, Konstantin, Taťána, Gabriel, Jan, velkokněžna Alžběta a velkokníže Konstantin

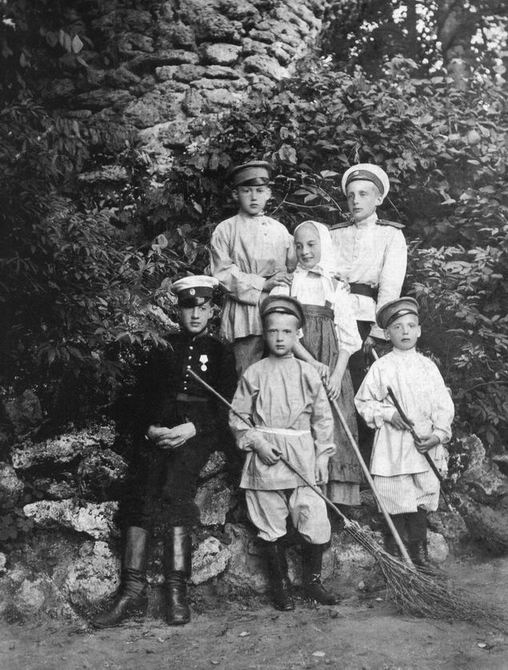
Šest dětí Konstantina Konstainoviče: Gabriel vzadu vpravo

Gabriel Konstantinovič Romanov se narodil 15. července 1887 v paláci Pavlovsk jako druhý z devíti potomků Alžběty Sasko-Altenburské a jejího manžela Konstantina Konstantinoviče. Gabriel a jeho starší bratr Jan (též uváděn i jako Ivan) se narodili rok po sobě a jako první je ovlivnily reformy jejich příbuzného Alexandra III., otcova bratrance, který rozhodl, že titul velkoknížat budou moci nosit pouze děti a vnoučata samotného vládnoucího cara nebo cesareviče v mužské linii, což Gabriel ani Jan nebyli. Gabrielovi byly tři dny, když byl tento manifest vydán a jako „odškodné“ za odebrání titulu dostal jednorázově jeden milion rublů, zatímco zbytek rodiny pravidelně dostával z carské pokladny roční rentu 280 000 rublů, která jim zajišťovala pohodlný život.
Gabriel strávil většinu svého dětství v blahobytu a jeho otec, mimo jiné i uznávaný básník, byl v tu dobu jeden z nejbohatších členů vládnoucí rodiny. I přesto však byl Gabriel slabé dítě, náchylné k nemocem, což měl společné i se starším Janem. Oba byli rok v Oreandě na Krymu jen s několika lékaři a personálem. V tu dobu se jejich zdravotní stav zlepšil a oba chlapce prý cestování po celém Krymu bavilo. Bratři spolu navíc měli dobrý vztah. Dobré vztahy panovaly i mezi rodinou Konstantina Konstantinoviče a carovou nejbližší rodinou.
Gabriel byl vychováván v přísném režimu a musel umět plynně spisovně rusky a učit se nazpaměť modlitby. Významní spisovatelé a hudebníci byli pozváni, aby pro děti vymysleli program přednášek a zajistili dobré vzdělání. Gabriel byl navíc silně ovlivňován svým otcem a již jako mladý se zajímal o vojenství. Proto, po vzoru svého otce, zvolil vojenskou kariéru, která byla tradiční i pro většinu členů rodiny Romanovů. Roku 1900 mu bylo umožněno vstoupit do moskevské přípravny a o tři roky později, roku 1903, mu byl umožněn vstup do vojenské jezdecké školy. Dalších pět let byl pak kadetem a v devatenácti byl povýšen na důstojníka. 19. ledna 1908 složil slavnostní přísahu.

### Seznámení s Nesterovskou
Na rozdíl od svých vážných bratrů byl Gabriel daleko více společenský a často se objevoval ve společnosti. V srpnu 1911, během malého bálu pořádaného slavnou balerínou Matyldou Krzesiňskou, se seznámil s její přítelkyní, úspěšnou balerínou Antonií Rafailovnou Něsterovskou (1890–1950). Jednadvacetiletá Antonie pocházela ze zchudlé šlechtické rodiny a oproti vysokém a štíhlému Gabrielovi byla téměř o stopu nižší a baculatější, ale vtipná a živá.
Gabriel se do o tři roky mladší baleríny zamiloval a pravidelně se s ní scházel během přestávek o představeních v Mariinském divadle. V lednu 1912 ji navštívil i v jejím bytě, kde žila s matkou a během dubna se z nich stali milenci. Roku 1913 ji požádal, aby opustila baletní soubor a ona tak skutečně učinila. Koupil pro ni dům na jedné z hlavních tepen Petrohradu a neváhal do své přítelkyně investovat nemalé peníze. Po smrti otce Konstantina v roce 1915 trávil Gabriel s Antonií ještě více času.
Ačkoliv byl Gabriel Antonii věrný a miloval ji, jako příslušník Romanovské rodiny si ji vzít nemohl. Přesto požádal svoji tetu Olgu, aby se za něj přimluvila u cara Mikuláše II. Olga se skutečně rozhodla synovce zastat, jenže když požádala Mikuláše o udělení povolení k sňatku, ten rozhodně odmítl. Gabriel ale i přesto s Antonií zůstal.

### První světová válka a sňatek

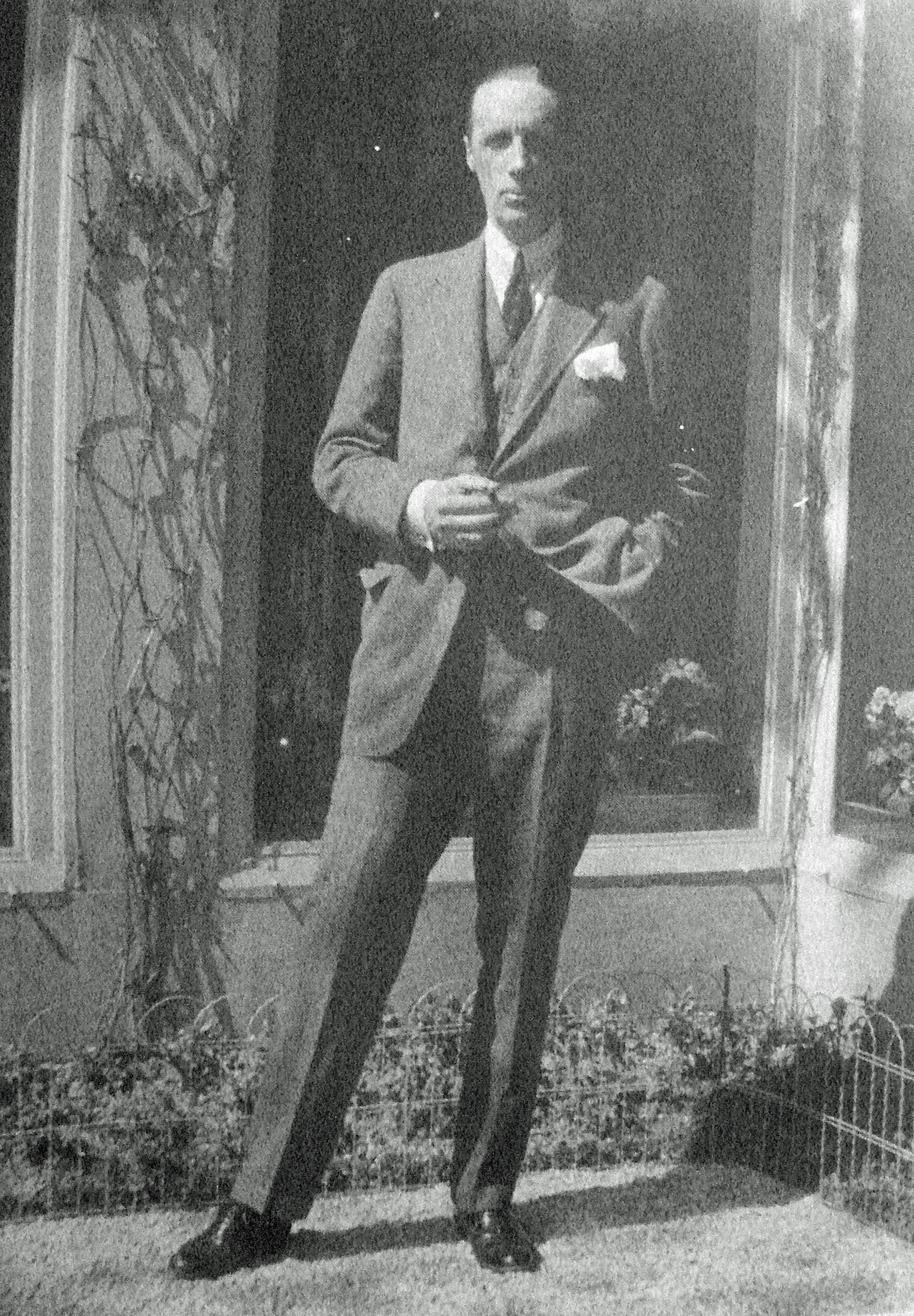
Gabriel Konstantinovič v civilu

Po vypuknutí první světové války Gabriel na čas Antonii opustil a společně se čtyřmi bratry se přidal k bojující ruské armádě. Mladší Oleg padl již na začátku války v boji a o rok později zemřel jejich otec Konstantin na infarkt. Již na podzim 1914 se Gabriel vrátil do Petrohradu a nastoupil do vojenské akademie, ze které odešel až jako devětadvacetiletý s hodností plukovníka. Nadále pokračoval ve vztahu s Něsterovskou, tentokrát již otevřeně, a žil s ní. Carevna Alexandra Fjodorovna si vztahu mezi oběma povšimla a rozhodla se jim pomoci ke sňatku, i když samozřejmě morganatickému.
Po svržení ruské monarchie během Únorové revoluce v roce 1917 požádal Gabriel svoji matku Alžbětu o svolení ke sňatku s Antonii, ta však mu ho nedala. Tentokrát se Gabriel rozhodl neuposlechnout a 9. dubna 1917 se v odpoledních hodinách se svou milenkou oženil. Našel i kněze, který by posvětil jejich morganatický sňatek: bratrance Alexandra, který sám se chtěl oženit s neurozenou ženou. Obřad se odehrál v malém kostele a za přítomnosti jen několika lidí: Antoniiny sestry Lýdie a několika přátel. O sňatku věděl i Gabrielův bratr Jan, který se ale samotné svatby nezúčastnil, protože s ní nesouhlasila jejich matka. Při cestě do kostela Antonii ve svatebních šatech potkali i Konstantin a Jiří, kterým ale došlo, co se děje, až po obřadu. Hned po něm navíc Gabriel vzal svoji novou manželku a oficiálně ji představil matce Alžbětě. Ta byla zpočátku rozrušená a nesouhlasila, nakonec ale svolila. Poté se novomanželé přesunuli do nevěstina bytu.

### Nástup bolševiků k moci

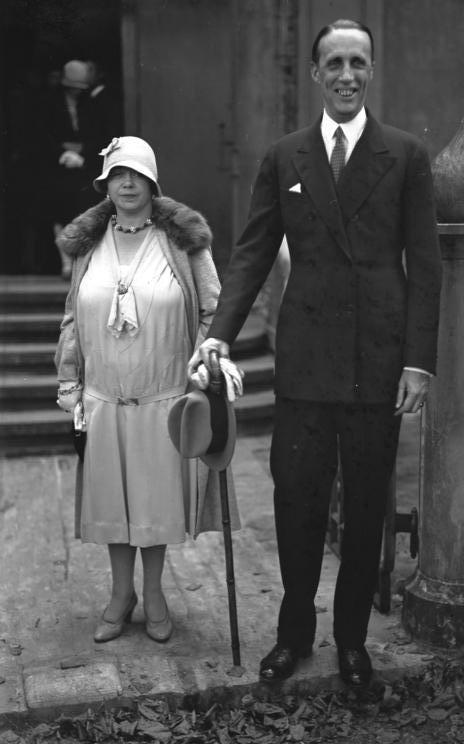
Gabriel Konstantinovič se svojí manželkou v Postupimi roku 1930

Po úspěšném bolševickém převratu v listopadu 1917 byla zveřejněna vyhláška, že všichni mužští členové rodiny Romanovů se musí hlásit v Čece. Původním požadavkem bylo, aby pouze opustili Petrohrad. V březnu 1918 ale byla rodina povolána znovu a tentokrát po nich bylo vyžadováno přesunutí na přikázané místo do vnitřního exilu, kde měli být pod neustálou kontrolou. Měl být zatknut i Gabriel, který v tu dobu ale trpěl tuberkulózou, bylo proto rozhodnuto, že bude moct zůstat se svou manželkou v jejich petrohradském bytě. V létě 1918 byl ale již plně zdráv, a proto ho tajná policie skutečně zatkla a vzala do vazby. Byl vězněn společně s Dmitrijem Konstantinovičem, Nikolajem Michajlovičem a Georgijem Michajlovičem.
Zatímco Gabriel byl ve vězení, jeho manželka trávila čas snahou dostat ho domů. Nakonec se jí to skutečně podařilo, protože manželka Maxima Gorkého byla Antoniinou dobrou přítelkyní. Gorkij se tedy za Gabriela přimluvil u Lenina a ke konci roku 1918 byl Gabriel propuštěn. Gorkij dokonce vzal pár na nějakou dobu pod vlastní střechu. O několik týdnů později dostal Gabriel Konstantinovič i se svou manželkou povolení opustit Rusko a možnost odejít do Finska. Místo toho se pár usadil ve Francii. Díky Antonii se ale Gabriel vyhnul jisté smrti: v časných ranních hodinách 28. ledna 1919 byli jeho příbuzní v Petropavlovské pevnosti popraveni.

### Exil
Stejně jako jiní členové carské rodiny, i Gabriel s Antonii se usadili v Paříži. Ani v exilu ale pár neztratil zájem o společnost a dále byl společensky aktivní. Účastnili se množství bálů i večerů v ruských nočních klubech a Gabriel se navíc seznámil s malířkou Tamarou de Lempickou. Od roku 1924 byli ale manželé v tíživé finanční situaci. Antonia původně zvažovala otevření vlastní baletní školy, tento nápad ale zavrhla a místo toho si otevřela obchod s módou. Původně byl obchod s názvem „House of Berry“ otevřen v malé budově, až po pěti letech a zaznamenaném úspěchu se přesunul na lepší místo. Sám Gabriel občas do obchodu docházel a bavil místní zákazníky, mezi nimiž byli například američtí milionáři.
Velká hospodářská krize nakonec postihla i rodinu a oni byli nuceni obchod roku 1936 zavřít. Pár nakonec žil na předměstí ve skromném bytu, kde Gabriel napsal své paměti. Část těchto spisů nakonec byla vydána pod názvem „In the Marble Palace“. Během druhé světové války zůstával i s manželkou ve Francii, avšak po válce, roku 1950, Antonie umírá. Pár si byl údajně oddaný i po mnoha letech manželství, i přesto se již 11. května 1951 Gabriel znovu oženil s princeznou Irinou Ivanovnou Kurakinou (1903–1993), osmačtyřicetiletou ruskou exulantkou z carské rodiny.
Gabriel Konstantinovič Romanov zemřel 28. února 1955 v Paříži ve věku 67 let. Neměl žádné potomky a jeho druhá manželka ho přežila o více než 25 let a zemřela v devadesáti letech. Je pohřben na Ruském hřbitově v Sainte-Geneviève-des-Bois ve francouzském Essonne.

## Vývod z předků
|                        |                                    |  |                            |                                         |  |  |  |  |  |  |  | Pavel I. Ruský |
|                        |                                    |  |                            |                                         |  |  |  |  |  |  |  |                |
|                        | Mikuláš I. Pavlovič                |  |                            |                                         |  |  |  |  |  |  |  |                |
|                        |                                    |  |                            |                                         |  |  |  |  |  |  |  |                |
|                        |                                    |  |                            | Marie Fjodorovna                        |  |  |  |  |  |  |  |                |
|                        |                                    |  |                            |                                         |  |  |  |  |  |  |  |                |
|                        | Konstantin Nikolajevič Ruský       |  |                            |                                         |  |  |  |  |  |  |  |                |
|                        |                                    |  |                            |                                         |  |  |  |  |  |  |  |                |
|                        |                                    |  |                            | Fridrich Vilém III.                     |  |  |  |  |  |  |  |                |
|                        |                                    |  |                            |                                         |  |  |  |  |  |  |  |                |
|                        | Šarlota Pruská                     |  |                            |                                         |  |  |  |  |  |  |  |                |
|                        |                                    |  |                            |                                         |  |  |  |  |  |  |  |                |
|                        |                                    |  |                            | Luisa Meklenbursko-Střelická            |  |  |  |  |  |  |  |                |
|                        |                                    |  |                            |                                         |  |  |  |  |  |  |  |                |
|                        | Konstantin Konstantinovič Romanov  |  |                            |                                         |  |  |  |  |  |  |  |                |
|                        |                                    |  |                            |                                         |  |  |  |  |  |  |  |                |
|                        |                                    |  |                            | Fridrich Sasko-Altenburský              |  |  |  |  |  |  |  |                |
|                        |                                    |  |                            |                                         |  |  |  |  |  |  |  |                |
|                        | Josef Sasko-Altenburský            |  |                            |                                         |  |  |  |  |  |  |  |                |
|                        |                                    |  |                            |                                         |  |  |  |  |  |  |  |                |
|                        |                                    |  |                            | Šarlota Georgina Meklenbursko-Střelická |  |  |  |  |  |  |  |                |
|                        |                                    |  |                            |                                         |  |  |  |  |  |  |  |                |
|                        | Alexandra Sasko-Altenburská        |  |                            |                                         |  |  |  |  |  |  |  |                |
|                        |                                    |  |                            |                                         |  |  |  |  |  |  |  |                |
|                        |                                    |  |                            | Ludvík Württemberský                    |  |  |  |  |  |  |  |                |
|                        |                                    |  |                            |                                         |  |  |  |  |  |  |  |                |
|                        | Amálie Württemberská               |  |                            |                                         |  |  |  |  |  |  |  |                |
|                        |                                    |  |                            |                                         |  |  |  |  |  |  |  |                |
|                        |                                    |  |                            | Henrietta Nasavsko-Weilburská           |  |  |  |  |  |  |  |                |
|                        |                                    |  |                            |                                         |  |  |  |  |  |  |  |                |
| Gabriel Konstantinovič |                                    |  |                            |                                         |  |  |  |  |  |  |  |                |
|                        |                                    |  |                            |                                         |  |  |  |  |  |  |  |                |
|                        |                                    |  | Fridrich Sasko-Altenburský |                                         |  |  |  |  |  |  |  |                |
|                        |                                    |  |                            |                                         |  |  |  |  |  |  |  |                |
|                        | Jiří Sasko-Altenburský             |  |                            |                                         |  |  |  |  |  |  |  |                |
|                        |                                    |  |                            |                                         |  |  |  |  |  |  |  |                |
|                        |                                    |  |                            | Šarlota Georgina Meklenbursko-Střelická |  |  |  |  |  |  |  |                |
|                        |                                    |  |                            |                                         |  |  |  |  |  |  |  |                |
|                        | Mořic Sasko-Altenburský            |  |                            |                                         |  |  |  |  |  |  |  |                |
|                        |                                    |  |                            |                                         |  |  |  |  |  |  |  |                |
|                        |                                    |  |                            | Fridrich Ludvík Meklenbursko-Zvěřínský  |  |  |  |  |  |  |  |                |
|                        |                                    |  |                            |                                         |  |  |  |  |  |  |  |                |
|                        | Marie Luisa Meklenbursko-Zvěřínská |  |                            |                                         |  |  |  |  |  |  |  |                |
|                        |                                    |  |                            |                                         |  |  |  |  |  |  |  |                |
|                        |                                    |  |                            | Jelena Pavlovna Ruská                   |  |  |  |  |  |  |  |                |
|                        |                                    |  |                            |                                         |  |  |  |  |  |  |  |                |
|                        | Alžběta Sasko-Altenburská          |  |                            |                                         |  |  |  |  |  |  |  |                |
|                        |                                    |  |                            |                                         |  |  |  |  |  |  |  |                |
|                        |                                    |  |                            | Jiří I. Sasko-Meiningenský              |  |  |  |  |  |  |  |                |
|                        |                                    |  |                            |                                         |  |  |  |  |  |  |  |                |
|                        | Bernard II. Sasko-Meiningenský     |  |                            |                                         |  |  |  |  |  |  |  |                |
|                        |                                    |  |                            |                                         |  |  |  |  |  |  |  |                |
|                        |                                    |  |                            | Luisa Eleonora z Hohenlohe-Langenburgu  |  |  |  |  |  |  |  |                |
|                        |                                    |  |                            |                                         |  |  |  |  |  |  |  |                |
|                        | Augusta Sasko-Meiningenská         |  |                            |                                         |  |  |  |  |  |  |  |                |
|                        |                                    |  |                            |                                         |  |  |  |  |  |  |  |                |
|                        |                                    |  |                            | Vilém II. Hesenský                      |  |  |  |  |  |  |  |                |
|                        |                                    |  |                            |                                         |  |  |  |  |  |  |  |                |
|                        | Marie Frederika Hesensko-Kasselská |  |                            |                                         |  |  |  |  |  |  |  |                |
|                        |                                    |  |                            |                                         |  |  |  |  |  |  |  |                |
|                        |                                    |  |                            | Augusta Pruská                          |  |  |  |  |  |  |  |                |
|                        |                                    |  |                            |                                         |  |  |  |  |  |  |  |                |